# 喜河镇
喜河镇是中华人民共和国陕西省安康市石泉县下辖的一个乡镇级行政单位。

## 行政区划
喜河镇下辖以下地区：
喜河集镇社区、树林村、民强村、洞沟村、喜河村、中心村、晨光村、新喜村、挡山村、大雁村、蔡河村、团结村、盘龙村、长顺村、福星村、双村、双沟村、同心村、田心村、长阳村、千佛村和奎星村。